# Погремок эзельский
Погремок эзельский, или Сааремааский погремок (лат. Rhinanthus oesilensis) — вид рода Погремок (Rhinanthus) семейства Заразиховые (Orobanchaceae). Полупаразитическое однолетнее растение. Является эндемиком эстонского острова Сааремаа, то есть произрастает только на данном острове, в западной и северо-западной его частях.

## Ботаническое описание
Впервые растение было обнаружено и описано в конце лета 1933 года врачом и ботаником-любителем Берхардом Саарсоо.
Родственные эзельскому погремку виды растут в странах Балканского полуострова и в Малой Азии. Очевидно, погремок перекочевал сюда в один из тёплых климатических периодов, последовавших за ледниковой эпохой. Под влиянием местных условий — мягкого морского климата и сырой известковой почвы — и сформировался со временем новый вид погремка.

### Морфология
Однолетнее травянистое растение с простым или ветвистым стеблем высотой от 20 до 50 см. Полупаразит, получающий питательные вещества из корневых систем соседних растений.
Листья супротивные, простые, ланцетные или продолговато-ланцетные, заострённые, с зубчатыми краями, без опушения. Длина листьев 2-4 см, ширина 5-10 мм.
Цветки собраны в кисти на верхушках побегов. Венчик двугубый, жёлтый, 12-15 мм длиной, с шлемовидной верхней губой и плоской нижней. Трубка венчика прямая, короче чашечки. Чашечка четырёхзубчатая, голая, по краю шероховатая. Цветки обоеполые, опыляются насекомыми. Цветёт всё лето.
Плоды — сухие округлые коробочки диаметром 9-10 мм с крылатыми семенами длиной 3-4 мм. При сотрясении созревшие семена гремят внутри коробочки, отчего растение и получило название «погремок». Созревают плоды в июне-сентябре, распространяются с помощью ветра.

## Значение и применение
С 1958 года Сааремааский погремок находится под охраной и принадлежит ко второй категории природоохранного статуса. В Эстонской Красной Книге растение находится в третьей категории охранного статуса, то есть вид который имеет малую численность и распространён на ограниченной территории. Главной угрозой растению служат в первую очередь осушение болот и заболоченных лугов .